# Ryan Williams
Ryan Williams (Cold Spring, 9 aprile 1990) è un giocatore di football americano statunitense che gioca nel ruolo di running back per gli Arizona Cardinals della National Football League (NFL). Fu scelto nel corso del secondo giro (38º assoluto) del Draft NFL 2011 dai Cardinals. Al college ha giocato a football al Virginia Polytechnic Institute and State University.

## Carriera professionistica

### Arizona Cardinals
Williams fu scelto dagli Arizona Cardinals nel corso del secondo giro del Draft 2011. Il 19 agosto. in una gara di pre-stagione contro i Green Bay Packers subì un infortunio alla rotula che gli fece perdere l'intera stagione da rookie. Debuttò come professionista partendo come titolare nel primo turno della stagione 2012 contro i Seattle Seahawks, correndo 9 yard. La miglior prestazione della stagione la disputò nella settimana 3 contro i Philadelphia Eagles quando corse 83 yard. La sua annata terminò con 5 presenze e 164 yard corse. Nel 2013 invece non scese mai in campo.

### Dallas Cowboys
Il 19 maggio 2014, Williams firmò coi Dallas Cowboys.

## Statistiche
| Partite totali      | 5   |
| Partite da titolare | 3   |
| Yard corse          | 164 |
| Touchdown           | 0   |

Statistiche aggiornate alla stagione 2013